# Admiraliteit van Engeland

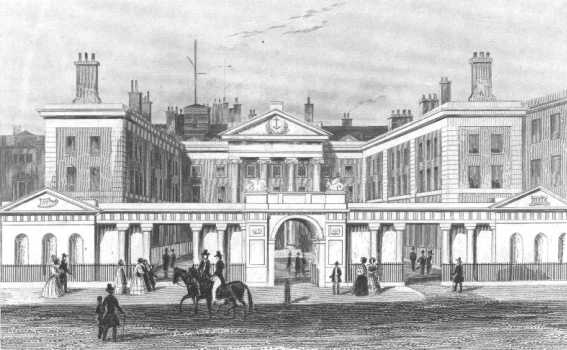
De Admiraliteit in 1830

De Admiraliteit van Engeland ook wel Admiralty genoemd, was een autoriteit in het Verenigd Koninkrijk, opgericht rond 1400. De admiralty was verantwoordelijk voor de bevelvoering van de Koninklijke vloot: later de Royal Navy genoemd. Oorspronkelijk werd het bevel uitgeoefend door één persoon, de High Admiral of kortweg admiraal, bijgestaan door een staf, de Office of the High Admirality genaamd.
Het bestuur van deze admiraliteit - het admiraliteits-college - bestond uit een aantal commissieleden die zowel een civiele als een militaire achtergrond hadden. De president van het college was in de regel lid van het kabinet, de High Admiral was altijd een ervaren admiraal, ook wel First Sea Lord genoemd.
In 1546 stelde koning Hendrik VIII een commissie van de marine in, de Council of the navy, later de Navy Board. Deze commissie verzorgde de rechtspraak binnen de marinewereld. Het operationele bevel over de marine bleef echter onder bevel van de Lord High Admiral, deze lord was een van de negen Great Officers of State, onder het directe bevel van de Koning of Koningin.
Met de totstandkoming van de Acts of Union in 1707, waarbij het Koninkrijk Engeland en het Koninkrijk Schotland samen het Koninkrijk Groot-Brittannië vormden, kwam de Admiraliteit van Schotland als tweede admiraliteit in het Verenigd Koninkrijk
In het begin van de 19e eeuw, was Koning Willem IV de laatste Lord High Admiral.
In 1964 werd de Office of Admiralty opgenomen in het Britse Ministerie van Defensie, samen met de Office of Airforce en de War Office.

## Admiraliteitscomplex
Het oude Admiraliteitcomplex ligt aan de Whitehall en maakte vroeger deel uit van de Palace of Whitehall. Het oudste gebouw, vroeger kortweg: The Admiralty genoemd, heet Ripley building, omdat het gebouw is ontworpen door Thomas Ripley, in dienst van Sir Robert Walpole.

## Grote oorlogen ter zee
- Eerste Engels-Nederlandse Oorlog (1652 - 1654)
- Tweede Engels-Nederlandse Oorlog (1665 - 1667)
- Derde Engels-Nederlandse Oorlog (1672-1674)
- Vierde Engels-Nederlandse Oorlog (1780 - 1784)